# Ejal Zamir
Ejal Zamir (hebrejsky אייל זמיר‎; * 26. ledna 1966 Ejlat) je generálporučík (rav aluf) Izraelských obranných sil (IOS), od března 2025 náčelník Generálního štábu Izraelských obranných sil. Ve svých 59 letech se stal nejstarší osobou v této funkci.
Dříve působil jako generální ředitel ministerstva obrany, zástupce náčelníka Generálního štábu, velitel jižního velitelství, vojenský tajemník předsedy vlády, velitel 36. divize, velitel 143. divize a velitel 7. obrněné brigády.

## Mládí a vzdělání
Narodil se 26. ledna 1966 v Ejlatu do rodiny Šloma a Jafy jako nejstarší ze tří dětí. Jeho otec sloužil v Izraelských obranných silách a byl umístěn v Ejlatu. Jeho dědeček z otcovy strany Aharon, původem z Jemenu, byl členem podzemní organizace Irgun. Prarodiče z matčiny strany pocházeli ze syrského Aleppa.
Navštěvoval vojenskou akademii v Tel Avivu a získal bakalářský titul v oboru politologie na Telavivské univerzitě a magisterský titul v oboru politologie na Haifské univerzitě.

## Vojenská kariéra
Svou vojenskou kariéru zahájil v roce 1984 vstupem do obrněného sboru. V roce 1985 absolvoval kurz velitelů tanků a zúčastnil se jiholibanonského konfliktu. O rok později absolvoval kurz pro důstojníky obrněných jednotek a stal se velitelem čety a roty u 500. brigády a 460. brigády.
V letech 1992–1994 působil jako operační důstojník 7. obrněné brigády (v hodnosti majora). Mezi roky 1994 a 1996 působil jako velitel 75. praporu 7. obrněné brigády (v hodnosti podplukovníka). V období 1996–1997 byl velitelem kurzu pro velitele tanků. V roce 1997 odešel na rok studovat na École militaire ve Francii.
V letech 1998–2000 působil jako operační důstojník 162. divize. Mezi roky 2000 a 2002 byl velitelem 656. brigády.
V letech 2003–2005 byl velitelem 7. obrněné brigády. Od roku 2007 do roku 2009 sloužil jako velitel 143. divize a současně velel kurzu pro velitele rot a praporů.
V červnu 2009 byl jmenován velitelem 36. divize. V červenci 2011 jej nahradil Tamir Hajman.
V listopadu 2012 byl jmenován vojenským tajemníkem předsedy vlády Benjamina Netanjahua, přičemž funkci zastával do 3. září 2015. V říjnu téhož roku nastoupil do funkce velitele jižního velitelství, kde jej v červnu 2018 nahradil Herci Halevi.
V roce 2018 byl jedním z kandidátů na post náčelníka Generálního štábu Izraelských obranných sil. Nakonec byl do této funkce jmenován Aviv Kochavi a Zamir se stal jeho zástupcem, funkci vykonával do 11. července 2021.
Dne 13. června 2022 zahájil ministr obrany Binjamin Ganc proces výběru 23. náčelníka Generálního štábu. Mezi kandidáty byl Zamir, Herci Halevi a Jo'el Strik. O čtyři dny později Ganc oznámil, že mezi kandidáty již není Strik. V září bylo oznámeno, že funkce se ujme Halevi.
Dne 2. ledna 2023, pár dní po jmenování šesté vlády Benjamina Netanjahua, jmenoval ministr obrany Jo'av Galant Zamira generálním ředitelem svého ministerstva. Poté, co Herci Halevi v lednu 2025 oznámil svůj záměr odstoupit z funkce náčelníka Generálního štábu, ministr obrany Jisra'el Kac oznámil, že Zamir je spolu s Amirem Bar'amem a Tamirem Jad'ajem jedním z kandidátů na tuto funkci. Dne 1. února předseda vlády Benjamin Netanjahu oznámil, že Haleviho nahradí Zamir, a o pět dní později Zamir skončil ve funkci generálního ředitele ministerstva obrany. Zamirovo jmenování schválila vláda 16. února 2025, přičemž úřadu se ujal 5. března 2025.

## Soukromý život
Je ženatý s Ornou. Mají spolu tři děti, syny Oriho a Itaje a dceru Roni. Rodina žije v Hod ha-Šaron. Syn Ori je od začátku války v Pásmu Gazy v říjnu 2023 nasazen v bojích.